# Saló Internacional del Còmic de Barcelona de 2001
El 19è Saló Internacional del Còmic de Barcelona es va celebrar entre el dijous 3 i el diumenge 6 de maig de 2001 a l'Estació de França.
A diferència de les edicions precedents, el Saló d'enguany no va comptar amb cap exposició central o línia temàtica específica sinó que es va limitar a oferir les cinc habituals exposicions dedicades als autors guanyadors de l'edició precedent. Així, l'exposició principal va esdevenir la retrospectiva dedicada a l'artista Max, autor guardonat amb el Gran Premi del Saló en el darrer certamen. Amb Max com a protagonista, la 19a edició va esdevenir un homenatge als anys 1980 i la major part dels actes programats fou dedicat a revisar obres, tendències i autors de l'època. El lliurament del Gran Premi del Saló a Nazario, un altre exponent del còmic underground nacional dels anys 1980, va acabar de confirmar aquesta tendència.
El Saló va comptar amb 150 estands entre grups editorials, editors, llibreries, distribuïdores de vídeo, fanzines i altres empreses del sector. També va oferir diferents espais lúdics, com un espai infantil o un taller de còmic.
Pel que fa als premis, en línia amb l'edició precedent, el Saló continuà a lliurar els guardons escollits pel públic, en les categories de manga, còmic eròtic, còmic de superherois i a la millor revista sobre còmics.

## Cartell
El cartell de la 19a edició del Saló del Còmic fou il·lustrat per Albert Monteys, nominat a la Millor Obra amb Para ti que eres joven en la darrera edició del Saló. El cartell és una pàgina de còmics dividida en 15 vinyetes. En elles, es veuen diferents parts d'un pla general d'un home que corre cap al Saló.

## Exposicions

### Exposicions dedicades als guanyadors de l'edició precedent
- Exposició monogràfica dedicada a Max. Exposició de la polifacètica obra de Max, guanyador del Gran Premi del Saló de 2000. L'exposició, dividida en cinc apartats, mostra les diverses etapes creatives de l'autor underground. Una primera part mostra l'època més underground (de 1973 a 1980). Un altre apartat exposa il·lustracions per a llibres infantils. Una altra secció mostrà il·lustracions per a discos, cartells o a Clam, la mascota del centenari del FC Barcelona, entre d'altres. També un altre apartat mostrà les seves darreres creacions, amb Bardín, el superrealista.

## Invitats
Entre els autors convidats que havien confirmat la seva assistència hi havia Peter Bagge, Tanino Liberatore, Carlos Pacheco, Vittorio Giardino i Dave Gibbons.

## Palmarès

### Gran Premi del Saló
- Nazario.

### Millor obra
| Títol                                            | Autor                             | Editorial          |
| ------------------------------------------------ | --------------------------------- | ------------------ |
| Blacksad: un lugar entre las sombras             | Juan Díaz Canales Juanjo Guarnido | Norma              |
| La Parejita: Te quiero, ¿puedes dejar la basura? | Manel Fontdevila                  | El Jueves          |
| Poco                                             | Ricard Castells                   | Sins Entido        |
| Recortes de Hostias                              | Mauro Entrialgo                   | Edicions de Ponent |
| Tabú                                             | J. Zentner R. Pellejero           | Glénat             |

### Millor obra estrangera
Premi sense dotació econòmica.
| Títol                              | Títol original                       | Autor                      | Editorial          | País         |
| Ghost World                        | Ghost World                          | Daniel Clowes              | La Cúpula          | Estats Units |
| Adolf                              | Adolf                                | Osamu Tezuka               | Planeta DeAgostini | Japó         |
| El Señor Jean, el amor, la portera | Monsieur Jean, l'Amour, la Concierge | Dupuy Barberian            | Norma              | França       |
| From Hell                          | From Hell                            | Alan Moore E. Campbell     | Planeta DeAgostini | Estats Units |
| La Mazmorra 2: El rey de la pelea  | Donjon Zénith. Le Roi de la bagarre  | Joann Sfar Lewis Trondheim | Norma              | França       |

### Autor revelació
| Autor           | Títol                                | Editorial |
| --------------- | ------------------------------------ | --------- |
| Juanjo Guarnido | Blacksad: un lugar entre las sombras | Norma     |
| David López     |                                      |           |
| Gallego Bros    |                                      |           |
| Jali            |                                      |           |
| Miguel B. Núñez |                                      |           |

### Millor fanzine
| Títol             |
| ----------------- |
| TMEO              |
| Cabezabajo        |
| Cretino           |
| El puñalito       |
| Idiota y diminuto |

### Millor guió
| Títol               | Autor           | Editorial          |
| ------------------- | --------------- | ------------------ |
| Tabú                | Jorge Zentner   | Edicions de Ponent |
| Recortes de Hostias | Mauro Entrialgo |                    |

### Premis del públic
| Categoria                   | Títol              | Autor                            | Editorial          |
| --------------------------- | ------------------ | -------------------------------- | ------------------ |
| Millor còmic eròtic         | La salida de clase | Rubén del Rincón i Hernán Migoya | La Cúpula          |
| Millor revista d'informació | Dolmen             | diversos                         | Dolmen             |
| Millor manga                | Adolf              | Osamu Tezuka                     | Planeta DeAgostini |
| Millor còmic de superherois | Planetary          | Warren Ellis i John Cassaday     | Wildstorm          |